# Gentiana quadrifaria
Gentiana quadrifaria är en gentianaväxtart som beskrevs av Carl Ludwig von Blume. Gentiana quadrifaria ingår i släktet gentianor, och familjen gentianaväxter. Utöver nominatformen finns också underarten G. q. wightii.